# Férez
Férez é um município da Espanha na província de Albacete, comunidade autónoma de Castilla-La Mancha, de área 125,83 km² com população de 793 habitantes (2004) e densidade populacional de 6,40 hab/km².

## Demografia
| Variação demográfica do município entre 1991 e 2004 | Variação demográfica do município entre 1991 e 2004 | Variação demográfica do município entre 1991 e 2004 | Variação demográfica do município entre 1991 e 2004 |
| --------------------------------------------------- | --------------------------------------------------- | --------------------------------------------------- | --------------------------------------------------- |
| 1991                                                | 1996                                                | 2001                                                | 2004                                                |
| 883                                                 | 814                                                 | 793                                                 | 807                                                 |